# Gustave Jeanneret
Gustave-Auguste Jeanneret (* 6. April 1847 in Môtiers; † 13. September 1927 in Cressier) war ein Schweizer Landschafts-, Genre- und Stilllebenmaler sowie Porträtist. Er beschäftigte sich auch mit Grafik und Keramik.

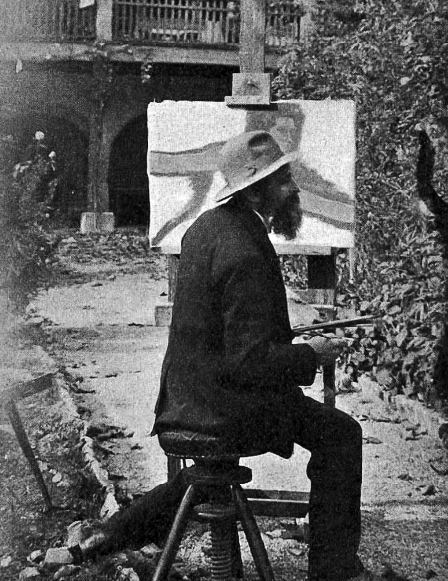
Gustave-Auguste Jeanneret

## Biografie
Gustave Jeanneret war der Sohn eines Kaufmanns. Jeanneret begann seine Malerlehre gemeinsam mit seinem Bruder, dem künftigen Schriftsteller Georges Jeanneret, bei seinem Onkel, dem Maler und Zeichenlehrer Georges Grisel (1811–1877).
Seine berufliche Praxis begann er 1864 beim Tapetenhersteller Zuber in Rixheim (Elsass). Im Jahre 1867 kam er nach Paris, wo er als Keramikdesigner tätig war. Er studierte Malerei an der Pariser Académie Suisse. Seit 1876 zeigte er seine Werke in den Pariser Salons.
Jeanneret wurde 1870 Mitglied der Ersten Internationale sowie der Jura-Föderation der Anarchistischen Tendenz, wo er Mitarbeiter des Historikers James Guillaume wurde. Zurück in der Schweiz 1878 liess er sich in Neuchâtel nieder, heiratete 1888 Emma Wolfrath und erwarb ein Winzerhaus in Cressier, wo er sein Atelier errichtete.
Mit Eugène Burnand und Karl Alfred Lanz war er als Kommissar der Schweizer Abteilung für Kunst an der Weltausstellung Paris 1889 tätig. Von 1903 bis 1904 bekleidete er den Posten des Präsidenten der Gesellschaft der Schweizer Maler und Bildhauer, von 1901 bis 1905 des Vorsitzenden der Eidgenössischen Kommission für bildende Künste.
In Jeannerets Werken ist der Einfluss von Gustave Courbet, Ferdinand Hodler und Claude Monet bemerkbar. Viele seiner Werke zeigen das soziale Engagement des Künstlers.